# Hosszúújfalu
Hosszúújfalu település Romániában, Szilágy megyében.

## Fekvése
Zsibótól északkeletre, a Szamos jobb partján, Nagygoroszló és Szilágyróna közt fekvő település.

## Története
Hosszúújfalu egykor Középszolnok vármegyéhez tartozó település volt.
1582-ben a Jakabfi család tagjainak, Jakabfi Ambrusnak és Móricznak birtoka volt.
1637-ben a Lónyaiaké: Lónyai Zsigmond birtoka volt.
1632 körül Várad eleste után e település is elpusztult, sorsában valószínű Hadad sorsával osztozott.
1750-ben végzett összeíráskor 206 görögkatolikus lakosa volt.
1890-ben 349 lakost számoltak össze a településen, melyből 4 magyar, 1 német, 1 tót, 342 román, amiből 5 római katolikus, 337 görögkatolikus, 1 református, 6 izraelita. A házak száma ekkor 65 volt.
1900-ban 344, 1920-ban 410, 1992-ben  276, 2002-ben 294 lakosa volt a településnek.
Hosszúújfalu a trianoni békeszerződés előtt Szilágy vármegye Zsibói járásához tartozott.

## Nevezetességek
- Görögkatolikus fatemploma 1800-ban épült. Anyakönyvet 1864-től vezetnek.

## Itt éltek
- Jósa Piroska (1934–) orvos és helytörténetíró 1964-1974 között e körzetben körorvos volt.